# Sinosenecio koreanus
Sinosenecio koreanus là một loài thực vật có hoa trong họ Cúc. Loài này được (Kom.) B.Nord. miêu tả khoa học đầu tiên năm 1978.